# 放射性镧测试
放射性镧测试（英語：RaLa Experiment，RaLa为Radioactive Lanthanum的缩写）是曼哈顿计划期间、结束后进行的一系列实验，目的是研究汇聚激波，从而研制出核武器钚弹芯压缩所需的球形内爆。该实验使用了大量的短寿命放射性同位素镧-140，该物质能产生大量的伽马射线。该实验方法由罗伯特·瑟伯尔提出，由意大利实验物理学家布鲁诺·罗西领导的团队研发。